# Schienenverkehr auf Malta

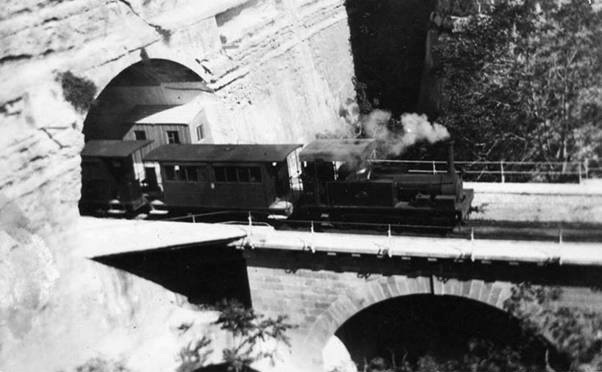
Ausfahrt eines Zuges aus dem Bahnhof Floriana

Schienenverkehr auf Malta existierte in Form einer meterspurigen Eisenbahn und Straßenbahn. Beide bestehen nicht mehr.
Von 1883 bis 1931 war die Eisenbahn auf Malta in Betrieb, die aus der einzigen Bahnstrecke Valletta–Mdina bestand.
Von 1905 bis 1929 verkehrte ab der Porta Reale in Valletta eine elektrische Straßenbahn auf Malta.
Für den Auto-Fährverkehr zwischen Gozo und der Hauptinsel wurden in den 1980er Jahren ehemalige Eisenbahnfähren aus Dänemark aus zweiter Hand gekauft. Auf dem Deck dieser Schiffe lagen die Schienen noch. Eisenbahnfahrzeuge wurden darauf in Malta nicht mehr befördert.
Seit 2016 gibt es Planungen von Transport Malta, der staatlichen Verkehrsbehörde, für eine U-Bahn auf der Hauptinsel. Diese soll aus drei Linien mit einer Gesamtlänge von etwa 35 km bestehen. Geplant ist, dass die ersten U-Bahnen fünf bis acht Jahre nach Baubeginn fahren, die gesamte Fertigstellung soll 15 bis 20 Jahre dauern. Die Kosten werden auf etwa 6,2 Mrd. Euro geschätzt. 2023 erklärte Premierminister Robert Abela, das Projekt habe keine Priorität für die Regierung.